# 배가로근
배가로근, 또는 복횡근(musculus transversus abdominis)은 배의 양옆에서 세 번째 층을 이루며 가로놓여 있는 넓은 근육이다. 복근 내측에 위치한 이 근육의 작용으로 배 안의 압력이 높게 되며 숨을 내쉬게 된다. 한편 복횡근근막은 복횡근의 속면을 둘러싸며 배 안의 다른 부분도 둘러싸는 결합 조직막이다. 섬유조직으로 이루어진 복횡근 근막은 다른 근육에서의 근막이 그러하듯이 복횡근의 원활한 기능을 위한 주요한 지지기반이다.

## 같이 보기
- 가로막
- 골반기저근
- 가로돌기가시근육
- 코어근육

## 참고 문헌
- 한국전문물리치료학회지-복횡근 강화운동이 체간 신전-굴곡 척추 분절 운동에 마치는 영향,부산가톨릭대학교 보건과학대학 물리치료학과
- 한국사회체육학회지 제49권 제2호-요부 안정화와 걷기 운동이 남성 만성요통환자의 복횡근, 다열근의 근활성도와 복횡근의 근수축 시간, 통증에 미치는 영향 보관됨 2021-02-28 - 웨이백 머신